# 모포투쟁
모포투쟁(blanket protest)은 북아일랜드 분쟁 당시 메이즈 교도소에 수감된 아일랜드 공화국군 임시파(PIRA) 및 아일랜드 민족해방군(INLA) 요원들이 벌인 5년간의 시위 중 첫 번째 것이다. 이들 분리주의 운동가들은 본래 특수범주지위에 의해 정치범으로 대우받고 있었는데, 1976년부터 이 제도의 해당 대상에서 제외되어 일반 잡범 취급을 받게 되었다. 그 결과 그들은 일반 범죄자와 마찬가지로 죄수복을 입을 것을 요구받았고, 수감자들은 자신들을 일반 범죄자와 동일시할 수 없다며 이를 거부했다.
모포투쟁은 1976년 9월 14일 키어런 누겐트가 죄수복 착용을 거부하면서 시작되었다. 누겐트는 무기 소지 및 차량 탈취 혐의로 체포되어 3년형을 선고받아 수감되었었다. 수감 이틀 째 누겐트에게 덮고 자라고 모포가 한 장 지급되었다. 그는 모포투쟁이 지속되는 내내 옷 대신 이 모포를 둘러입고 다녔으며, 그 이후 체포된 수감자들도 동참했다. 처음에는 모포를 두르는 것이 허용되었지만 나중에는 이마저 빼앗아 가려 했다. 교도소 규칙에 따르면 수감자들은 각자의 감방에서 나올 때면 죄수복을 입어야 했다. 즉 죄수복 입기를 거부하면 밖으로 나올 수 없게 되는 것이다.
교도소장은 시위 중인 수감자들에게 2주마다 죄수복을 입으라고 명령했고, 수감자들은 거부했다. 거부의 결과, 감방 안의 가구들을 몽땅 빼내고, 형편없는 식사(우유가 들어가지 않은 차, 묽은 죽, 메마른 빵 등)가 제공되는 등 보복이 따랐다. 또한 수감 생활에 따라 실행될 수 있는 감형이 취소되었고, 한 달에 네 번 가능하던 외부인 면회도 금지되었다. 이에 시위자들은 아예 감방 안에서 먹고 싸고 다 해결하면서 버티는 불결투쟁으로 옮겨가게 된다.